# Prenzlauer Berg
Prenzlauer Berg, også kaldet Prenzl'berg, bydel i det tidligere Østberlin, som indtil reformen af Berlins bydele i 2001 administrativt var en selvstændig kommune. Nu er Prenzlauer Berg en del af distriktet Pankow.

## Historie
Prenzlauer Berg udviklede sig under den sidste halvdel af det 19. århundrede med baggrund i den såkaldte Hobrecht-plan, som blev udviklet af James Hobrecht i 1862. Kvarteret var i mange år et udpræget arbejderkvarter med lange boligkarreer, og husede mange intellektuelle, kunstnere og studerende.
Under nazi-tiden var kvarteret en højborg for den tyske modstandsbevægelse. Efter Tysklands genforening har størstedelen af boligmassen gennemgået renoveringer, og sammen med stigende boligpriser har det bevirket, at flere velhavende er flyttet til kvarteret, der er blevet lidt mere mondænt – men som dog stadig politisk er en sikker socialdemokratisk/socialistisk bastion. Som et kuriosom kan nævnes, at forbundskansler Angela Merkel under DDR-tiden boede på Schönhauser Allee.
I dag rummer Prenzlauer Berg mange pubber, restauranter, caféer, gallerier og små butikker, og der findes et natteliv, som er unikt i forhold til resten af Berlin. Prenzlauer Berg og i særdeleshed området omkring U-Bahn-stationen på Schönhauser Allee har mange barer og klubber for homoseksuelle.
I de senere år er området også blev populært blandt børnefamilier, og der har som et af de få steder i Tyskland været et sandt babyboom i kvarteret, hvilket afspejles i de mange legepladser, børnehaver og børneudstyrsforretninger.
Udover flere bus- og sporvognslinier, har Prenzlauer Berg også tre U-Bahn-stationer (Senefelderplatz, Eberswalder Straße og Schönhauser Allee) og to S-Bahn-stationer (Schönhauser Allee og Prenzlauer Allee).
Området rummer desuden et rigt udvalg af forretninger.